# Reese River
Der Reese River ist ein 291 Kilometer langer Nebenfluss des Humboldt River im Zentrum von Nevada im Westen der Vereinigten Staaten.

## Verlauf
Der Reese River entspringt im südlichen Teil der Toiyabe Range, an den Flanken des Arc Dome. In seinem Oberlauf ist der Reese River ein schnell fließender Bergbach, der von relativ üppigem Pflanzenbestand aus Espenhainen und Pappelbäumen umgeben ist. Dann fließt er auf etwa der Hälfte seiner Länge zwischen der Toiyabe Range und den Shoshone Mountains nach Norden. Der Fluss fließt dann durch ein Tal in den Shoshone Mountains und setzt sich nördlich zwischen diesem Gebirgszug und den Fish Creek Mountains fort. Sobald er die Toiyabe Range verlässt, wird der Fluss zu einem langsamen, schlammigen Bach, und sein Wasser wird von verstreuten Farmen und Ranches entlang seines Unterlaufs zur Bewässerung genutzt. Obwohl er als Nebenfluss des Humboldt Rivers gilt, versinkt der Reese River in den meisten Jahren in einer Kette von flachen Becken, lange bevor er den Hauptstrom des Humboldt River erreicht. Nur bei seltenen Überschwemmungen fließt das Wasser in der Nähe des Orts Battle Mountain in den Humboldt River. Die Nevada State Route 305 verläuft parallel zum unteren, meist trockenen Abschnitt des Flussbetts zwischen Austin und Battle Mountain.

## Benennung
Der Fluss ist nach John Reese benannt, der das Gebiet 1854 im Rahmen der Expedition von Colonel Edward Steptoe erkundete und später als Führer für Captain James H. Simpsons Erkundung für eine Militärstraße durch das Zentrum Nevadas diente. Die Bergbaustadt Austin, am Oberlauf des Reese River gelegen, nennt ihre Zeitung Reese River Reveille nach dem Fluss.